# Leonid Ivanov (cestista)
Leonid Gennad'evič Ivanov (in russo Леонид Геннадьевич Иванов?; Leningrado, 28 febbraio 1944 – San Pietroburgo, 10 giugno 2010) è stato un cestista sovietico.

## Carriera
Con l'Unione Sovietica ha disputato i Campionati mondiali del 1963.

## Palmarès
- Campionato sovietico: 1

Spartak Leningrado: 1974-75
- Coppa delle Coppe: 2

Spartak Leningrado: 1972-73, 1974-75